# Marco de Luigi
Marco de Luigi (San Marino 21 de marzo de 1978)  es un futbolista que actualmente juega de delantero en el equipo AC Juvenes/Dogana y en la selección sanmarinense.

## Clubes
| Club              | País       | Año       | Apariciones (goles) |
| ----------------- | ---------- | --------- | ------------------- |
| SS Murata         | San Marino | 2000-2001 | 5(1)                |
| SP Caliugno       | San Marino | 2001-2002 | 0(0)                |
| AC Juvenes/Dogana | San Marino | 2002-2003 | 0(0)                |
| SS Murata         | San Marino | 2003-2006 | 7(7)                |
| Saludecio Calcio  | Italia     | 2006-2007 | 0(0)                |
| Santa Giustina    | Italia     | 2007-2008 | 0(0)                |
| AC Juvenes/Dogana | San Marino | 2008      | 0(0)                |

## Selección nacional
| Equipo                            | Año       | Apariciones (goles) |
| --------------------------------- | --------- | ------------------- |
| Selección de fútbol de San Marino | 1999-2007 | 18(0)               |

- Datos: Q720485